# Wanda Nara
Wanda Solange Nara Colosimo (Boulogne Sur Mer, 10 dicembre 1986) è una showgirl argentina.

## Biografia
Figlia di Andrés Nara e Nora Colosimo, nonché sorella di Zaira Nara, modella e conduttrice televisiva, Wanda Nara ha esordito sui palchi argentini come showgirl tra il 2005 e il 2006 nella rivista Humor en Custodia. Nella stagione teatrale 2006-2007 ha affiancato il comico Jorge Corona nel programma King Corona, abbandonando però il suo ruolo dopo soli due mesi di permanenza a causa di presunti abusi da parte dell'uomo e di sua moglie. Nel 2007 ha partecipato al talent show Patinando por un sueño (versione argentina di Dancing on Ice), nel 2009 a El musical de tus sueños e nel 2011 a Bailando por un sueño (versione argentina di Dancing with the Stars).
Nel 2011 si è trasferita in Italia con l'allora marito Maxi López, quando quest'ultimo si è trasferito nella squadra di calcio del Catania. Nel 2017 ha pubblicato per Mondadori Electa il suo primo libro dal titolo Campione in campo e nella vita, scritto con Paolo Fontanesi. Nel 2018 ha sostituito Melissa Satta come co-presentatrice al fianco di Pierluigi Pardo a Tiki Taka - Il calcio è il nostro gioco. Nel 2020 è stata opinionista della quarta edizione del Grande Fratello VIP, condotto da Alfonso Signorini.
Nell'autunno del 2022 è entrata a far parte della giuria del programma ¿Quién es la máscara?, versione argentina de Il cantante mascherato in onda su Telefe; per questo ruolo, ha vinto il Premio Martín Fierro come rivelazione del 2022 della televisione argentina. Nell'estate del 2023 ha fatto il suo esordio come conduttrice televisiva presentando la terza edizione di MasterChef Argentina. L'8 novembre successivo ha pubblicato il suo primo singolo discografico intitolato Bad Bitch.
Nell’inverno del 2023 ha partecipato alla diciottesima edizione di Ballando con le stelle, vincendo in coppia con il ballerino Pasquale La Rocca.

## Vita privata
Si è sposata in prime nozze il 28 maggio 2008 con il calciatore Maxi López, da cui ha avuto tre figli maschi: Valentino (25 gennaio 2009), Constantino (18 dicembre 2010) e Benedicto (20 febbraio 2012); la coppia ha divorziato il 6 novembre 2013 dopo accuse vicendevoli di infedeltà coniugale.
Dopo il divorzio, ha sposato il 27 maggio 2014 il calciatore Mauro Icardi, amico e compagno di squadra di Maxi López alla Sampdoria. Con lui, del quale è anche diventata procuratrice sportiva, ha avuto due figlie: Francesca (19 gennaio 2015) e Isabella (27 ottobre 2016). La coppia si è separata nel 2024.
Ha dichiarato di essere affetta da leucemia mieloide cronica, scoperta nel 2023.

## Filmografia

### Televisione
- Sin código – serie TV (2005)
- Casados con Hijos – serie TV (2006)
- La pelu – serie TV (2013)

## Programmi televisivi

### Argentina
- Patinando por un sueño (El Trece, 2007) Concorrente
- El musical de tus sueños (El Trece, 2009) Concorrente
- Bailando por un sueño (El Trece, 2011) Concorrente
- ¿Quién es la máscara? (Telefe, 2022) Giurata
- MasterChef Argentina (Telefe, 2023) Conduttrice
- Bake Off Famosos Argentina (Telefe, 2024) Conduttrice
- Love is Blind Argentina (Netflix, 2024) Conduttrice

### Italia
- Tiki Taka - Il calcio è il nostro gioco (Italia 1, 2018-2020; Canale 5, 2019) Co-conduttrice
- Grande Fratello VIP (Canale 5, 2020) Opinionista
- Ballando con le stelle (Rai 1, 2023) Concorrente - Vincitrice
- L'acchiappatalenti (Rai 1, 2024) Coach
- Sognando... Ballando con le stelle (Rai 1, 2025) Concorrente

## Discografia

### Singoli
```
2023 - 
Bad Bitch (autobiografico)
```

- 2024 - O bicho vai pegar
- 2024 - Money
- 2024 - Amor verdadero
- 2024 - Ibiza
- 2025 - Amor verdadero Remix

### Videoclip
- 2019 - Nerazzurri nel cuore
- 2023 - El último romántico di L-Gante
- 2023 - Bad Bitch
- 2024 - O bicho vai pegar
- 2024 - Money
- 2024 - Amor verdadero
- 2024 - Ibiza
- 2025 - Amor verdadero Remix

## Libri
- Wanda Icardi, Paolo Fontanesi e Loris De Marco, Campione in campo e nella vita, Mondadori Electa, 2017, ISBN 978-8891813015.

## Riconoscimenti
- Premio Martín Fierro
  - 2022 – Premio Rivelazione televisiva[14]